# Bielskie
Bielskie (dawniej: niem. Bilsken) – wieś w Polsce położona w województwie warmińsko-mazurskim, w powiecie giżyckim, w gminie Miłki.
W latach 1975–1998 miejscowość administracyjnie należała do województwa suwalskiego.
W 1938 r. Niemcy wprowadzili hitlerowską nazwę Billsee.